# Goa
 (mai 2025).
Pour les articles homonymes, voir Goa (homonymie).
Goa (en concanais : गोंय (gõy)) est un État de la côte sud-ouest de l'Inde depuis le 30 mai 1987. Colonie portugaise à partir du XVIe siècle, Goa est annexé par l'Inde en 1961, en même temps que Daman et Diu.

## Histoire
Goa fut la première implantation coloniale portugaise en Inde.

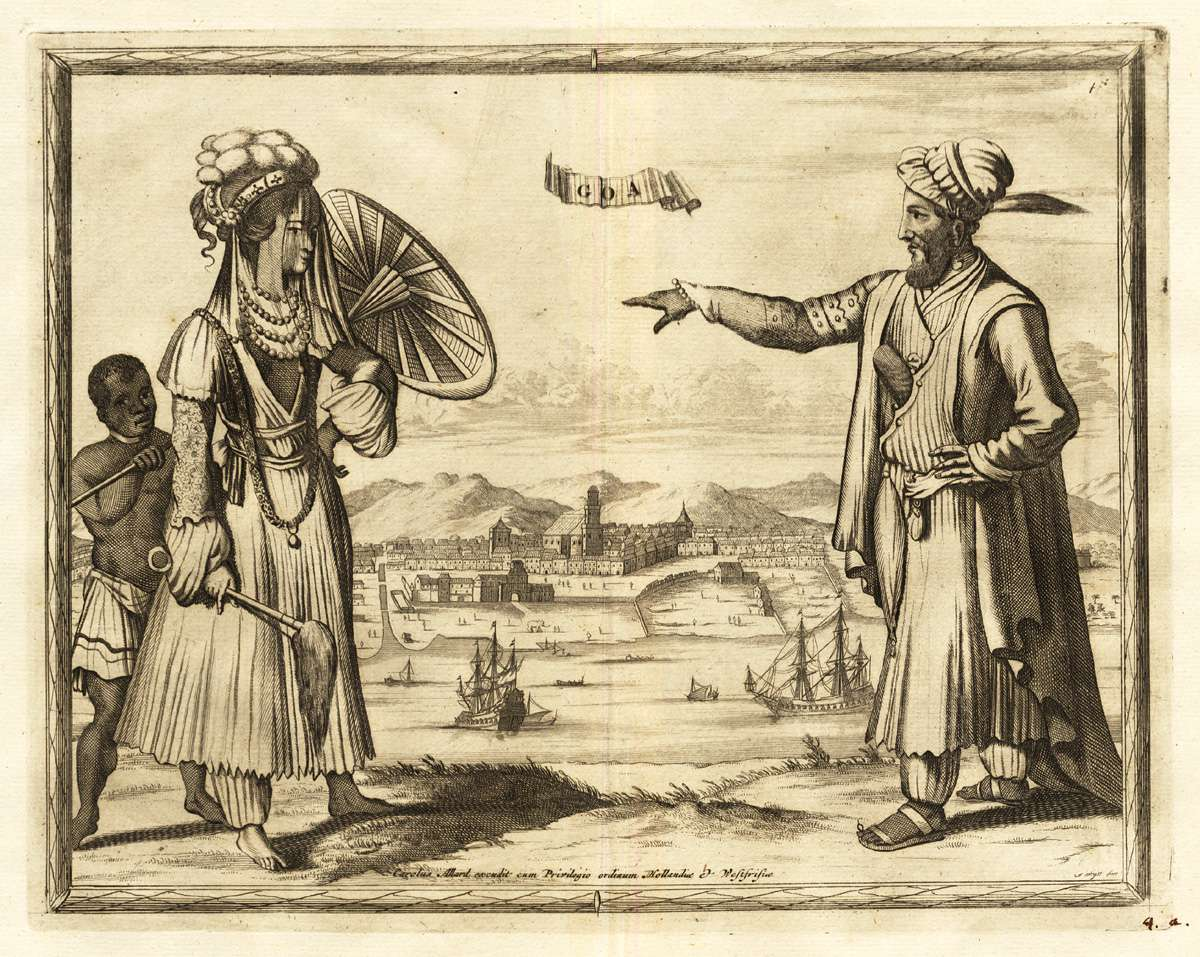
Un homme et une femme accompagnés d'un jeune esclave noir, dans la colonie portugaise de Goa, 1725.

Goa était connu pour être le meilleur port commercial de la région. La première attaque portugaise eut lieu en 1510, du 4 mars au 20 mai. Le 25 novembre de la même année, Afonso de Albuquerque, lors d'une deuxième expédition, prit la ville au sultan de Bijapur, Yusuf Âdil Shâh, avec l'aide d'un allié local, Thimmayya ou Timoji, un corsaire. Les Portugais établirent une colonie permanente à Velha Goa (Vieux Goa). Ce fut le début de l'Inde portugaise à Goa qui durera quatre siècles et demi, jusqu'à son annexion par l'Inde en 1961.
Goa était également connue pour avoir accueilli une compagnie de Jésuites, qui fabriquèrent des pierres, nommées « pierres de Goa », utilisées par les apothicaires en Europe.

## Géographie
L'État de Goa, situé sur la côte de la mer d'Arabie s'étend sur 3 702 km2 et possède une façade littorale de 101 km sur la côte de Konkan. Goa borde l'État du Maharashtra au nord et l'État du Karnataka au sud et à l'est.
L'arrière pays est largement occupé par les montagnes des Ghâts occidentaux, le Sonsogor (en) est le point culminant avec une altitude de 1 167 m. De ces montagnes descendent sept fleuves principaux, le Zuari, la Mandovi, le Terekhol (en), la Chapora, le Galgibag, le Kumbarjua, la Talpona et le Sal (en).
L'île Anjidiv, située loin au sud de Goa, face aux côtes du Karnataka, fait elle aussi partie, pour des raisons historiques, de l'état de Goa. Elle est rattachée au district de Goa Sud.
L'État est divisé en deux districts : Goa Nord et Goa Sud.

### Climat
Le climat à Goa est tropical : il y fait chaud toute l'année et il n'y a pas de saison froide. On enregistre les températures les plus hautes en mai (entre 30 °C et 39 °C), associées à une très forte humidité. La mousson s'abat entre juin et septembre. Les mois les plus agréables sont décembre et janvier avec des températures comprises entre 20 °C minimum et 30 °C maximum sur la côte.

## Politique
Le parti nationaliste BJP est à la tête de l'État depuis 2012. Le BJP détient 27 sièges sur les 40 de l'Assemblée, alors que son principal concurrent, le Congrès National Indien en a cinq. Les prochaines élections sont prévues en 2022.
Politiquement, l'État de Goa est marqué par une très grande instabilité. Depuis 1963, seuls trois gouvernements ont réussi à durer 5 ans, la durée normale d'un mandat. En plus des partis nationaux que sont le BJP et le Congrès National Indien, le paysage politique indien est également composé de partis régionaux, tels que le Maharashtrawadi Gomantak Party ou le Goa Forward Party.
Une seule femme, Shashikala Kakodkar, a été cheffe du gouvernement, de 1973 à 1979.
L'État de Goa envoie deux députés à la Lok Sabha. Depuis les dernières élections de 2019, un membre du BJP et un membre du Congrès siègent à la Lok Sabha.

## Économie
Le tourisme est la principale source de revenus de Goa. Des touristes du monde entier viennent se prélasser sur les plages ensoleillées. Les Indiens séjournent également à Goa pour échapper aux chaleurs de l'été et au froid hivernal. L'industrie touristique est surtout présente le long de la côte, son importance est plus limitée à l'intérieur des terres.
Parmi les autres activités, on peut citer l'exploitation minière (fer, bauxite, manganèse, etc.), la pêche, les conserveries et les distilleries d'alcool.
Le riz est la principale plante cultivée à Goa, viennent ensuite la noix de cajou et la noix de coco. L'agriculture, bien que sa part ait beaucoup diminué au cours des quarante dernières années, donne encore du travail à une bonne partie de la population.
La pêche emploie 40 000 personnes.
La population de cet état bouge et change beaucoup : de nombreux habitants partent vivre dans d'autres États de l'Inde ou à l'étranger, pour le travail, et de nombreux habitants d'autres États de l'Inde, viennent s'installer dans l'État de Goa, pour le travail également.

## Langues
Du fait de son histoire agitée, Goa est un État assez varié linguistiquement. Le konkani, ou concanais, est la langue native de la région et officielle dans l'État, elle est la langue maternelle de plus de 61 % des habitants. Le marathi et le kannada forment les deux principales minorités linguistiques, comptabilisant respectivement 19 % et 7 % de la population. Le hindi est, avec l'anglais, l'une des deux langues commerciales de la région, parlée par des communautés allochtones représentant 5 % des habitants. Le hindi est surtout présent depuis les années 1980, notamment dans le système éducatif.
Héritage de la colonisation portugaise, entre 15 000 et 20 000 habitants (en 1987) parlent le portugais, qui est redevenu une langue universitaire dans l'État de Goa depuis 2007, et une des langues enseignées, ce qui fait suite à la normalisation des relations diplomatiques entre l'Inde et le Portugal, rompues ou difficiles depuis 1961. Pendant la période coloniale, le portugais était la langue de l'élite, de la bourgeoisie, et des métis. Bien que dominant localement et de statut officiel, il a connu un relatif déclin dans l'Inde portugaise moderne, en raison de l'hégémonie britannique à l'échelle régionale. Les lusophones étaient souvent bilingues portugais/anglais, et le portugais était peu utilisée par le reste de la population qui parlait surtout le konkani, le marathi et le kannada. L'anglais était ainsi déjà assez présent avant 1961, utilisé en seconde langue administrative et pour communiquer avec les étrangers en général. L'État de Goa a une population de langue maternelle anglaise de plus de 8 000 personnes en 2018.
Depuis 2000, l'État indien a pris conscience que le maintien de la langue portugaise pourrait servir de tremplin pour les échanges (notamment économiques) avec les pays lusophones. L'Inde a des relations diplomatiques avec le Brésil, un pays dit "émergent", ainsi qu'avec l'Angola ou le Mozambique, et encourage donc le maintien et le développement de la langue portugaise.[réf. nécessaire]
Le konkani de Goa comprend de nombreux mots issus du portugais, du fait de la longue colonisation, et se différencie donc du konkani parlé dans le reste de l'Inde. Le konkani parlé à Goa est donc une variante dialectale.

## Démographie

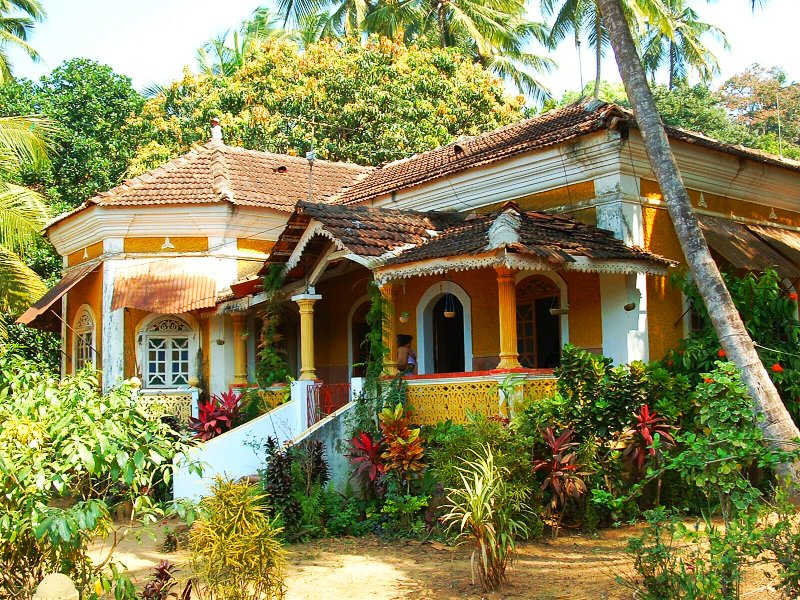
Exemple d'architecture traditionnelle : une maison goanaise à Chapora.

| Évolution de la population | Évolution de la population | Évolution de la population |
| Année                      | Population                 | %±                         |
| -------------------------- | -------------------------- | -------------------------- |
| 1951                       | 547 000                    | —                          |
| 1961                       | 590 000                    | 7,9 %                      |
| 1971                       | 795 000                    | 34,7 %                     |
| 1981                       | 1 008 000                  | 26,8 %                     |
| 1991                       | 1 170 000                  | 16,1 %                     |
| 2001                       | 1 348 000                  | 15,2 %                     |
| 2011                       | 1 458 000                  | 8,2 %                      |
| Source :                   |                            |                            |

## Transports
Goa dispose désormais de deux aéroports internationaux, le premier, l'Aéroport international de Goa ou Dabolim, près de la ville de Vasco da Gama, et le second, l'Aéroport international Manohar (en) ou Mopa, dans l'extrême-nord de l'État. Les vols internationaux dans ces deux aéroports offrent à l'État une connectivité directe avec le Moyen-Orient, l'Asie Centrale et la Russie, ou encore le Royaume-Uni, tandis que les vols intérieurs donnent à la région une bonne couverture aérienne de l'ensemble de l'Inde.
Il est aussi desservi par les chemins de fers indiens, ou les Indian Railways, qui y opèrent la Konkan Railway (en), ligne ferroviaire parcourant la côte de Konkan, ainsi que la ligne « continentale » Vasco da Gama-Dharwad de la South Western Railway (en). De nombreuses lignes de trains sont à destinations de Bombay, Cochin, Mangalore, Udupi, etc.
Sur le plan routier, Goa est bien localisé, profitant de l'important axe de la côte ouest (NH 66) entre Bombay au nord et Kanyakumari au sud, en passant par Ratnagiri, Karwar, Cannanore et Trivandrum, et d'une connexion à l'arrière-pays deccanais via la NH748 qui part de Panaji en direction de Belgaum, une route de raccordement à la NH 48 entre Bombay et Madras.
L'État dispose également d'un réseau de transport régional en autocar nommé Kadamba, qui couvre l'ensemble du territoire, des grandes zones urbanisées au localités reculées de l'arrière-pays.

## Tourisme

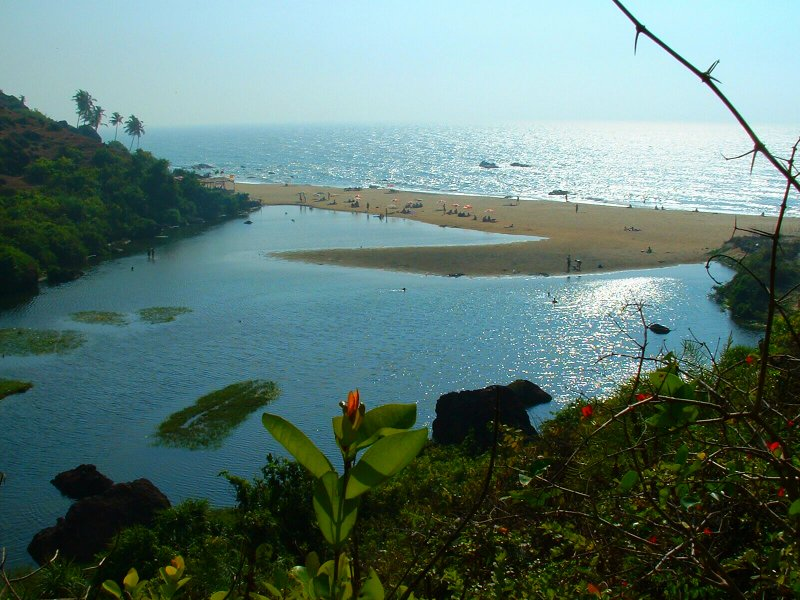
Plage d'Arambol.

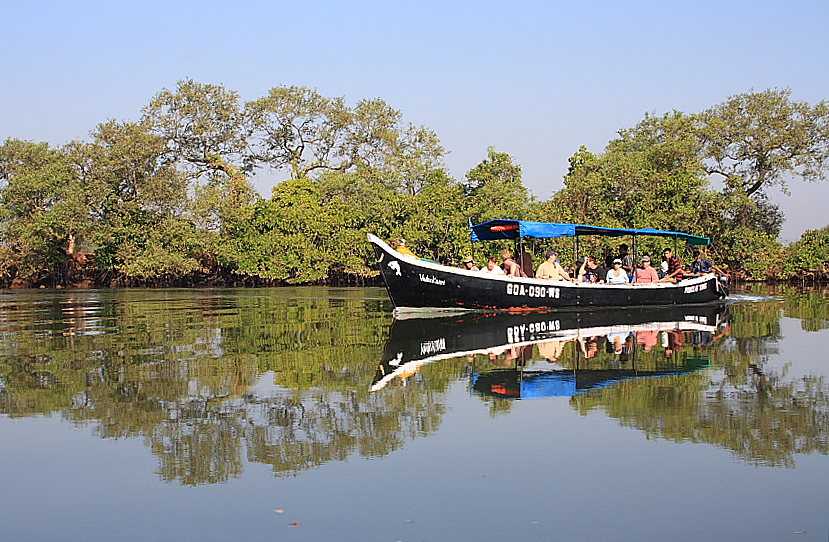
Bateau de tourisme sur la rivière Mandovi.

De nombreuses excursions touristiques sont possibles à Goa :
- Son patrimoine religieux est riche : de nombreuses églises des XVIe et XVIIe siècles, en particulier la basilique du Bon Jésus et la cathédrale Sainte-Catherine, toutes deux à Old Goa (site classé au patrimoine mondial) ;
- À l'intérieur du pays se trouvent des rizières et des plantations d'épices, et au sud et à l'est, des forêts vierges et des cascades.

Le festival de la Full Moon Party sur les plages d'Anjuna (en) et Vagator est l'un des plus importants rassemblement de culture et de musique trance. La trance psychédélique est en effet née dans cette région de l'Inde à la fin des années 1980/début des années 1990 lorsque, l'époque ayant changé, les guitares furent délaissées par les néo-hippies au profit des synthés.
L’État compte plusieurs musées, dont le Museum of Goa consacré à l’art contemporain et le musée archéologique de Goa.

## Sports
Contrairement au reste de l'Inde, à Goa le football est plus populaire que le cricket. L'État de Goa possède son propre championnat. En 2014, la première Coupe du monde Unity a vu son match d'ouverture se dérouler à Goa, ainsi que sa phase finale.
Le stade Fatorda, situé à Margao, est le plus important de l'État. Des matches de cricket y sont également organisés.
Goa participe aux Jeux de la Lusophonie.

## Au cinéma
- La Mort dans la peau (film, 2004)[8].

## Galerie

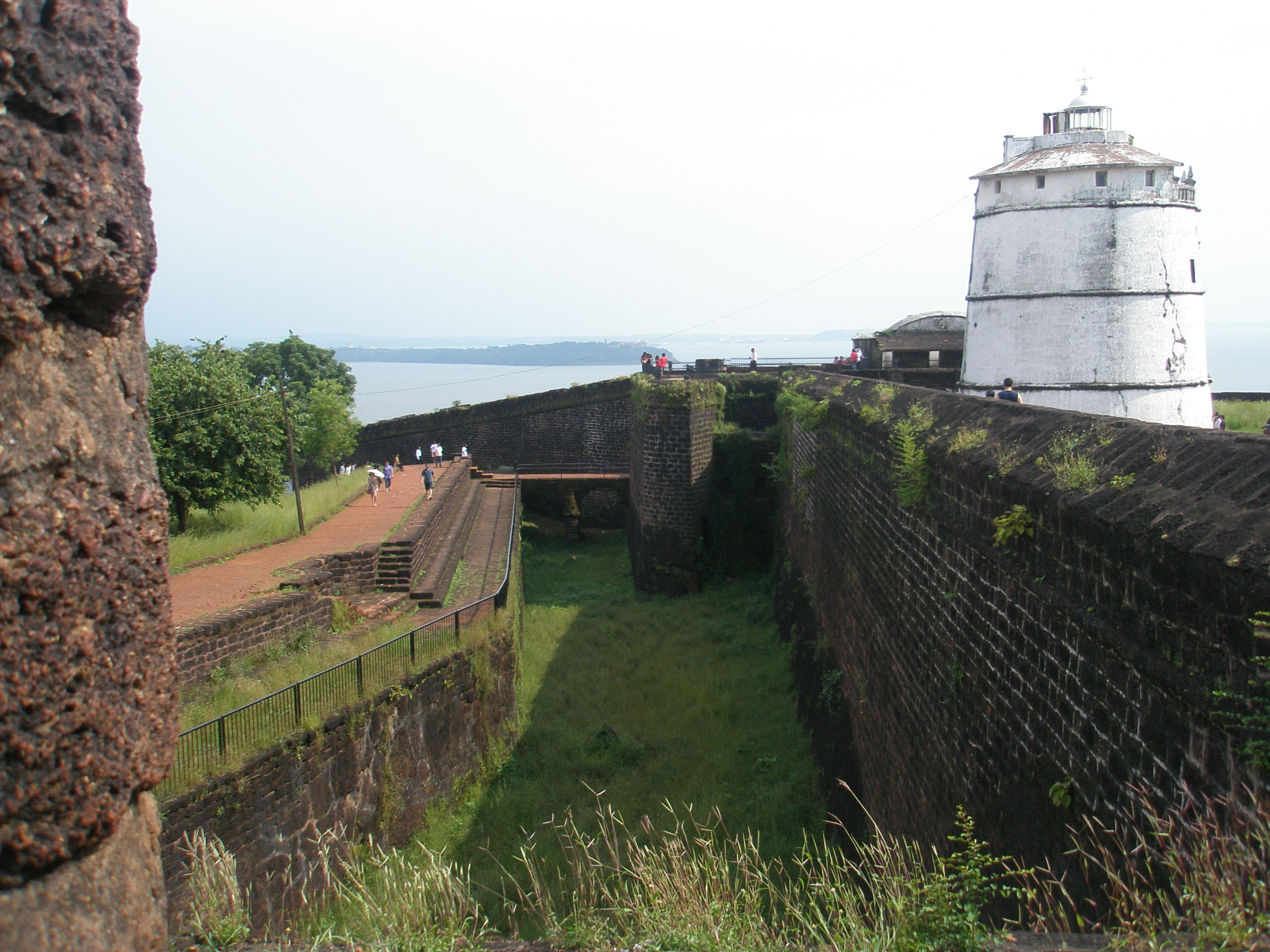
Phare de la forteresse d'Aguada, qui garde la ville de Panjim ou Nova Goa et l'estuaire du Mandovi.
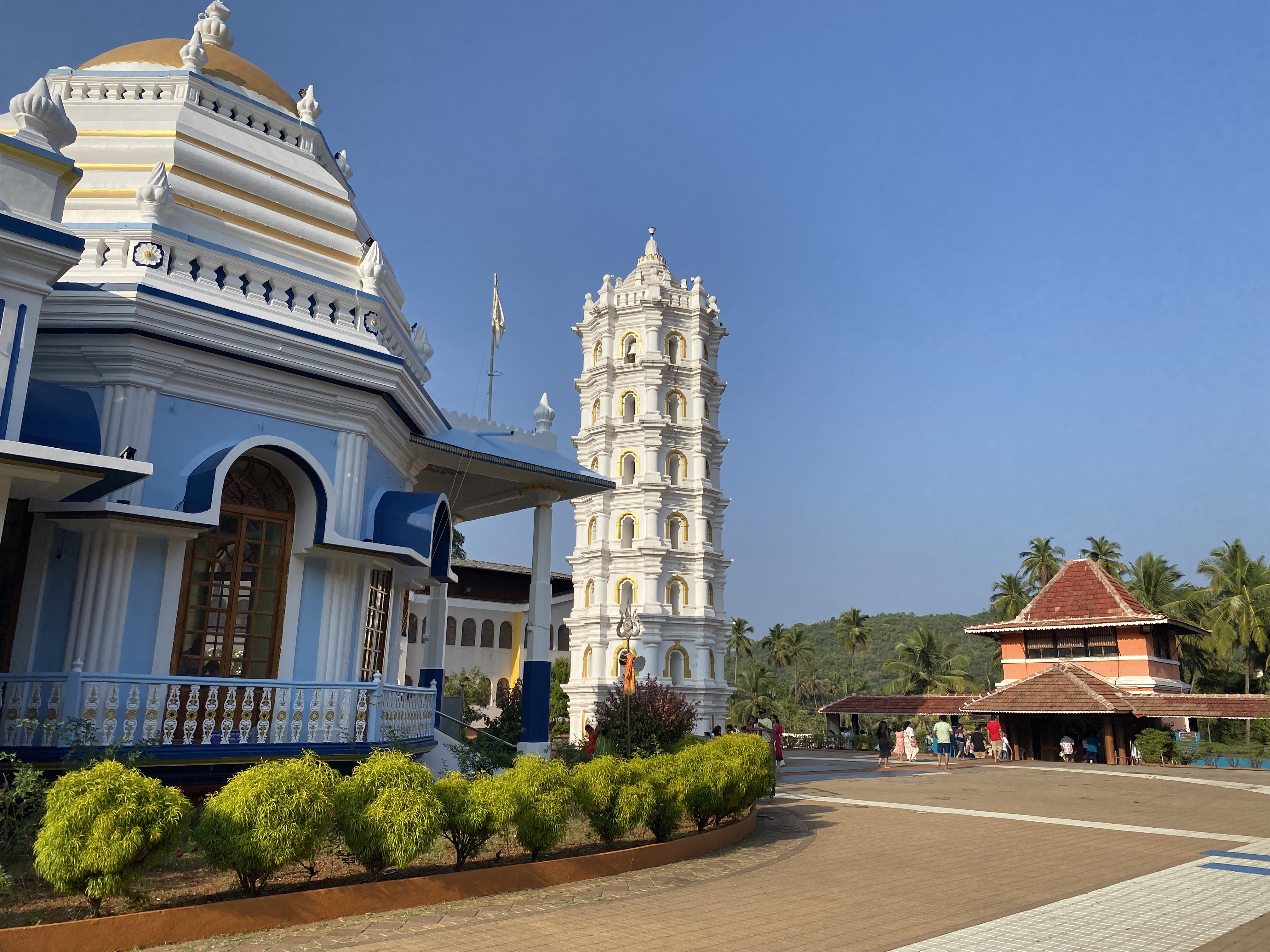
Temple de Shri Mangesh (Shiva) près de Mardol. Les temples hindous de Goa sont remarquables pour leur influence baroque.
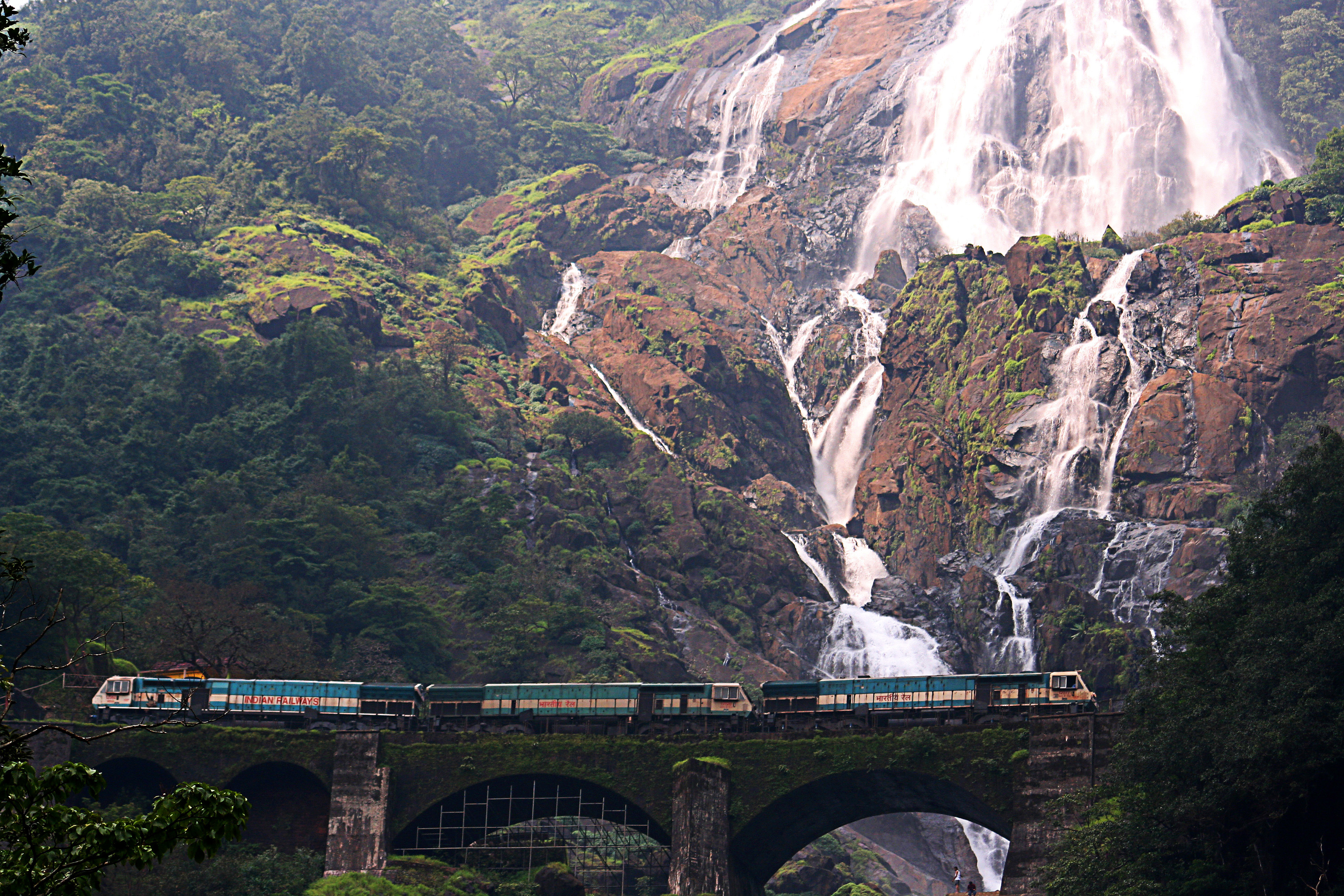
Les Chutes du Dudhsagar dans les Ghats occidentaux, à la frontière avec le Karnataka. La ligne ferroviaire Vasco da Gama-Dharwad y passe.
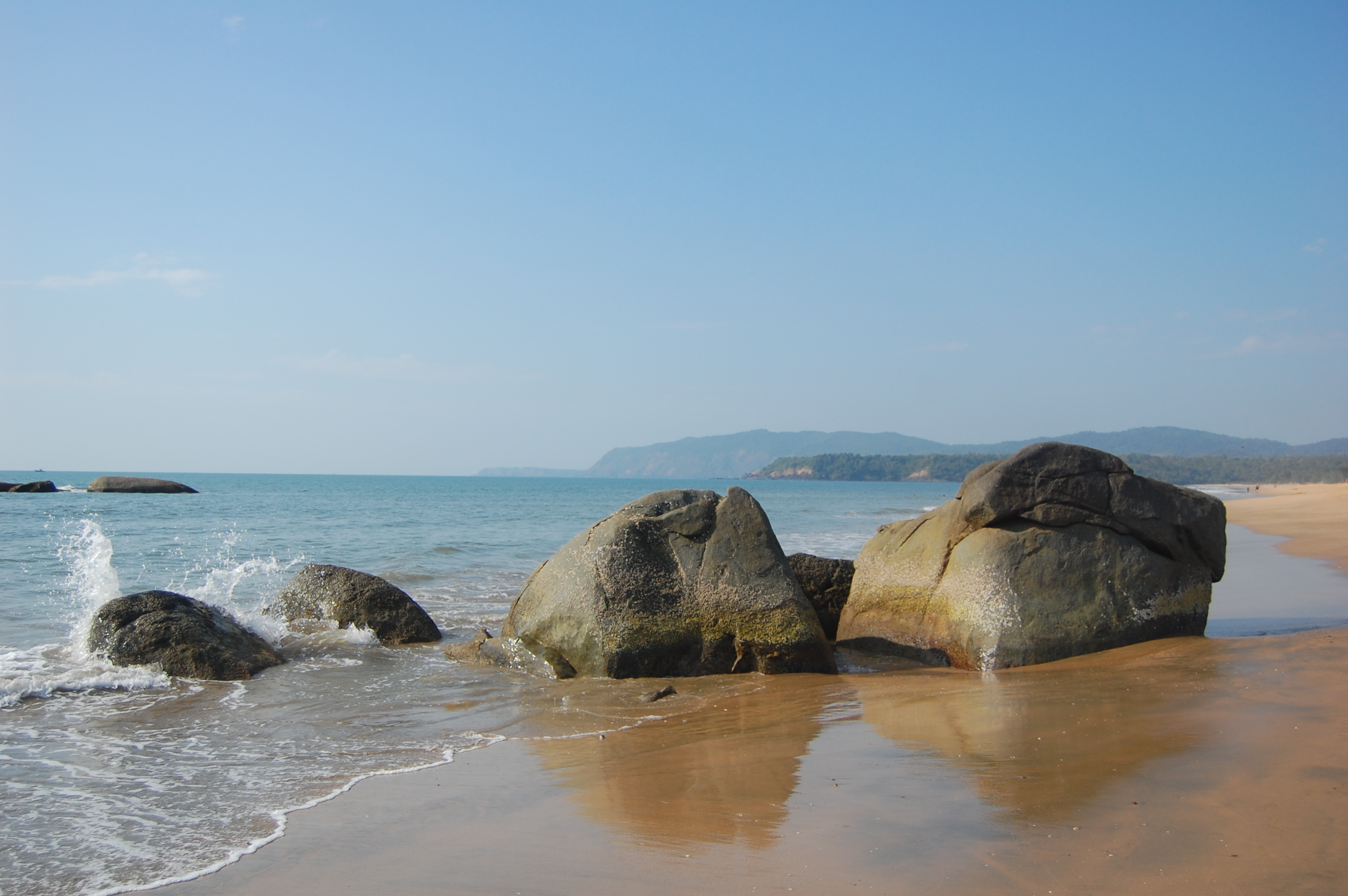
Rochers sur la plage de Palolem à Canacona, dans le Goa méridional. Un des lieux de tournage du film américain La Mort dans la peau.
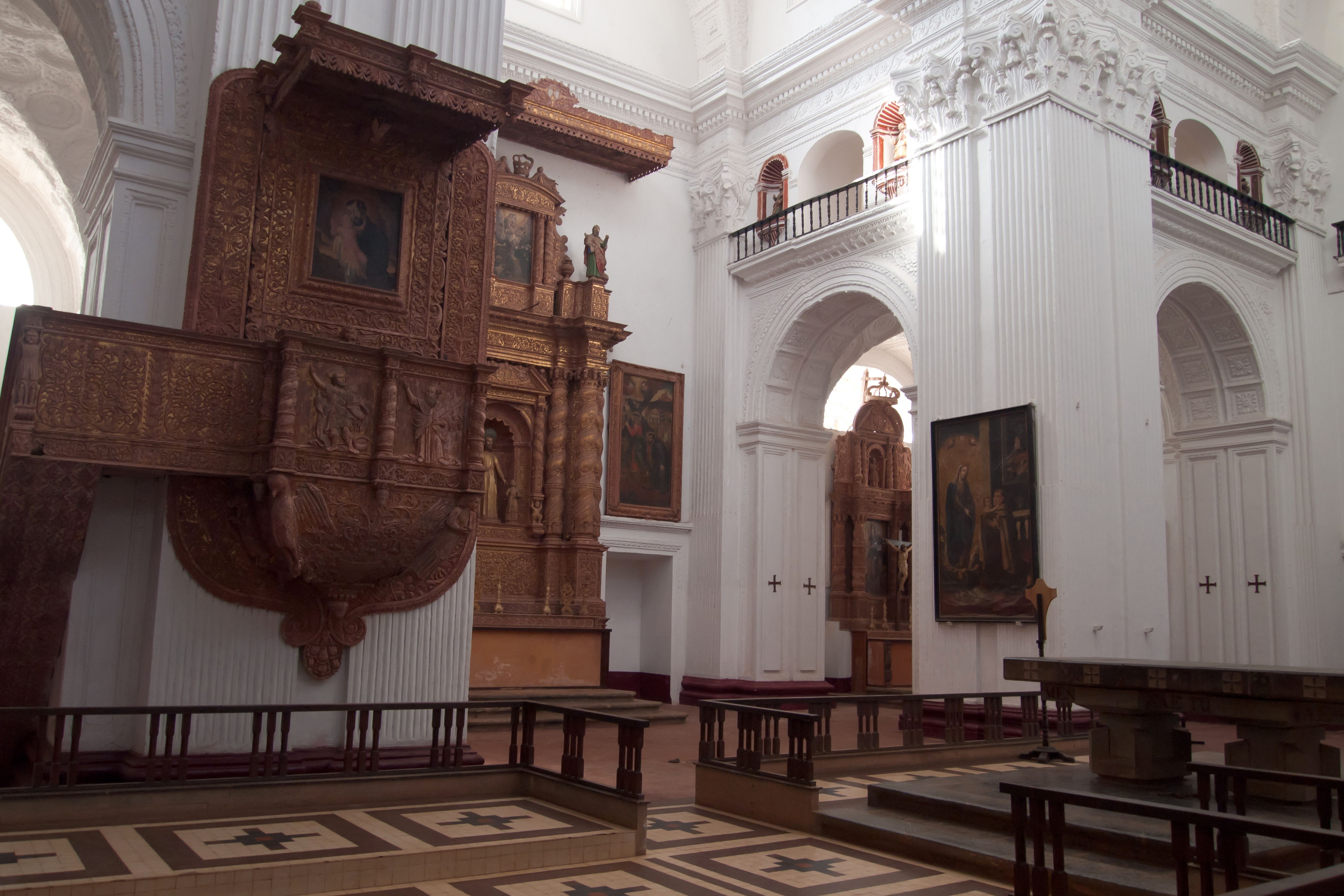
La Cathédrale Sainte-Catherine de Goa, ou la Sé, siège du Patriarche des Indes orientales. Elle est située dans le cœur du Goa historique.
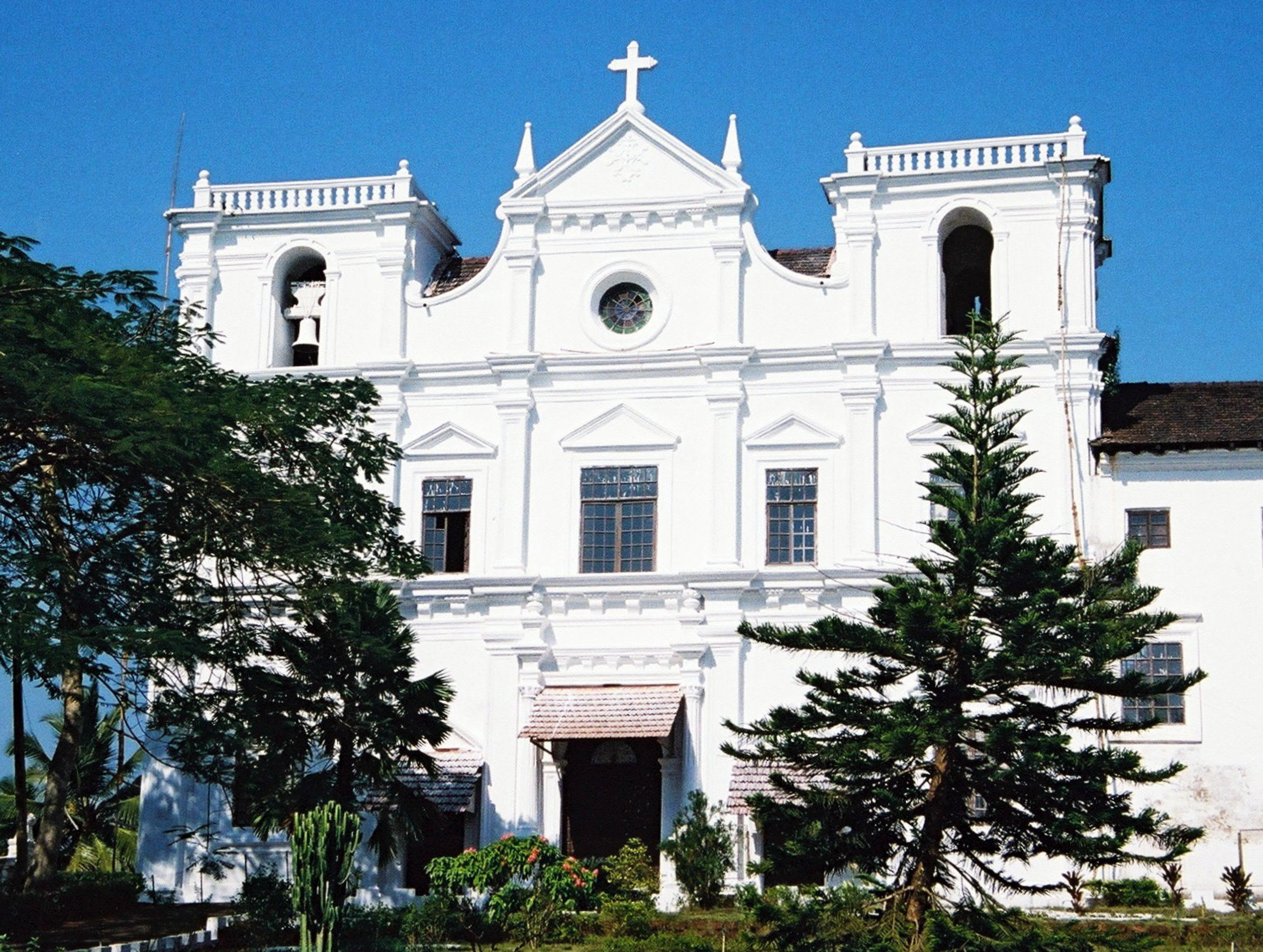
Le séminaire patriararcal de Rachol est une importante institution catholique de la région.
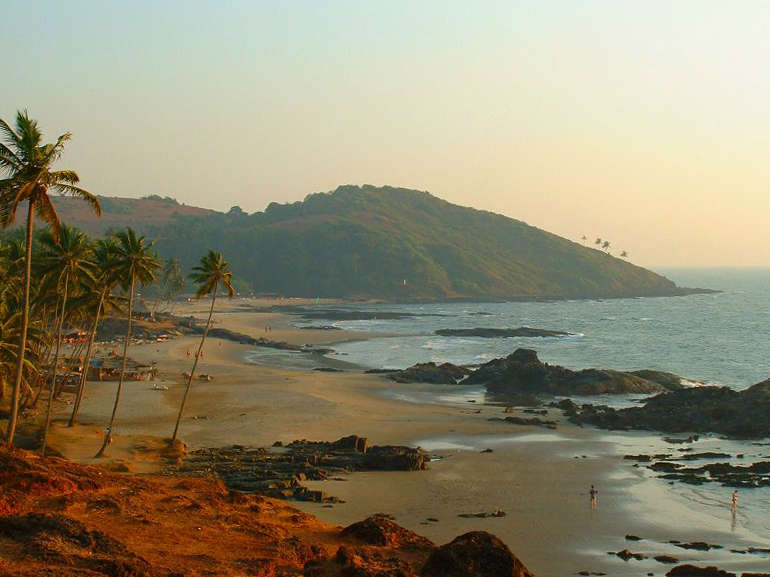
Plage à Vagator, voisine de la localité d'Anjuna. Aujourd'hui touristifiées, toutes deux ont été mises en valeur par la Hippie trail.
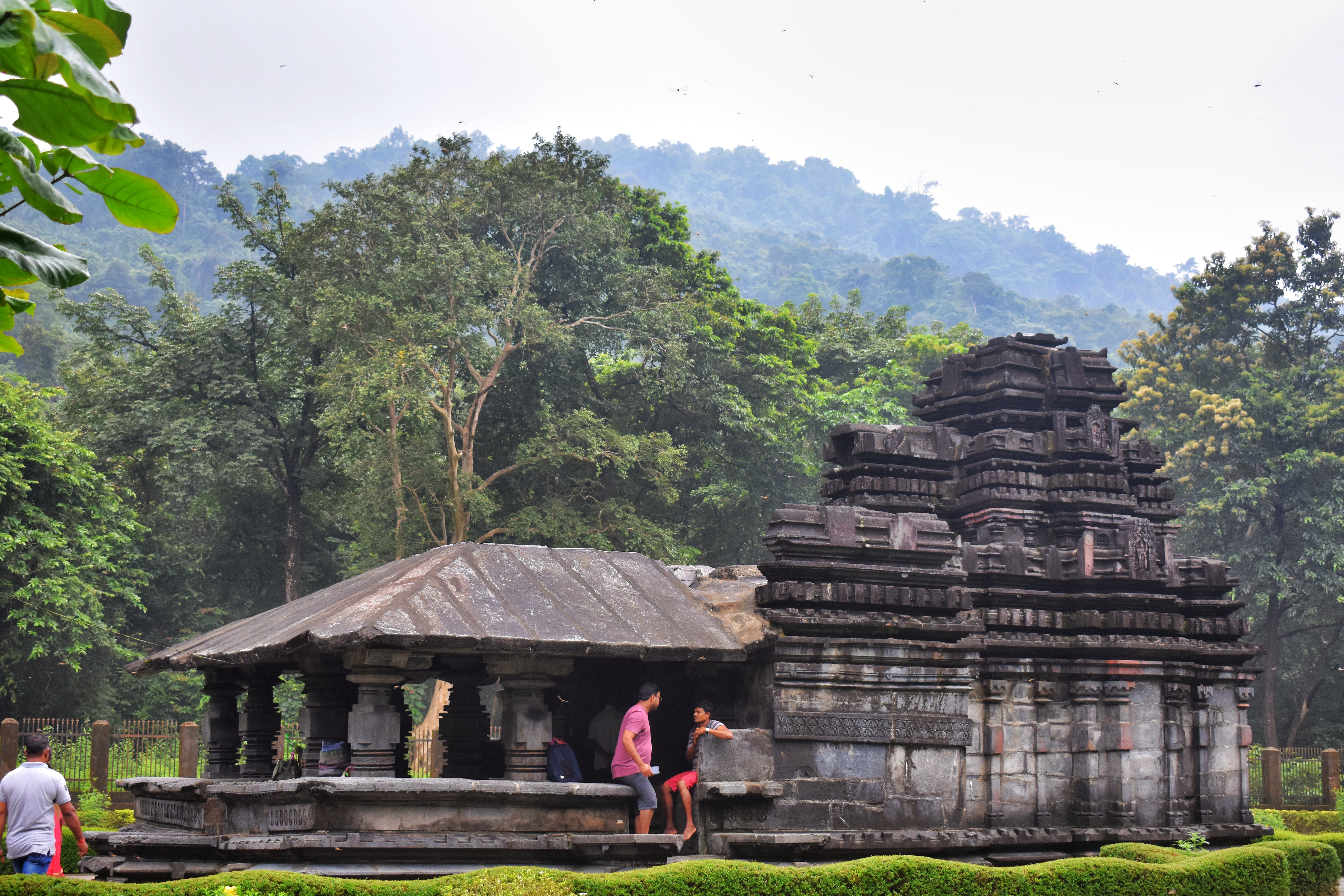
Le temple de Mahadev à Tambdi Surla. Construit au XIIIe siècle, il est le seul temple ancien à avoir dépassé les Bahmanides et l'Inquisition.
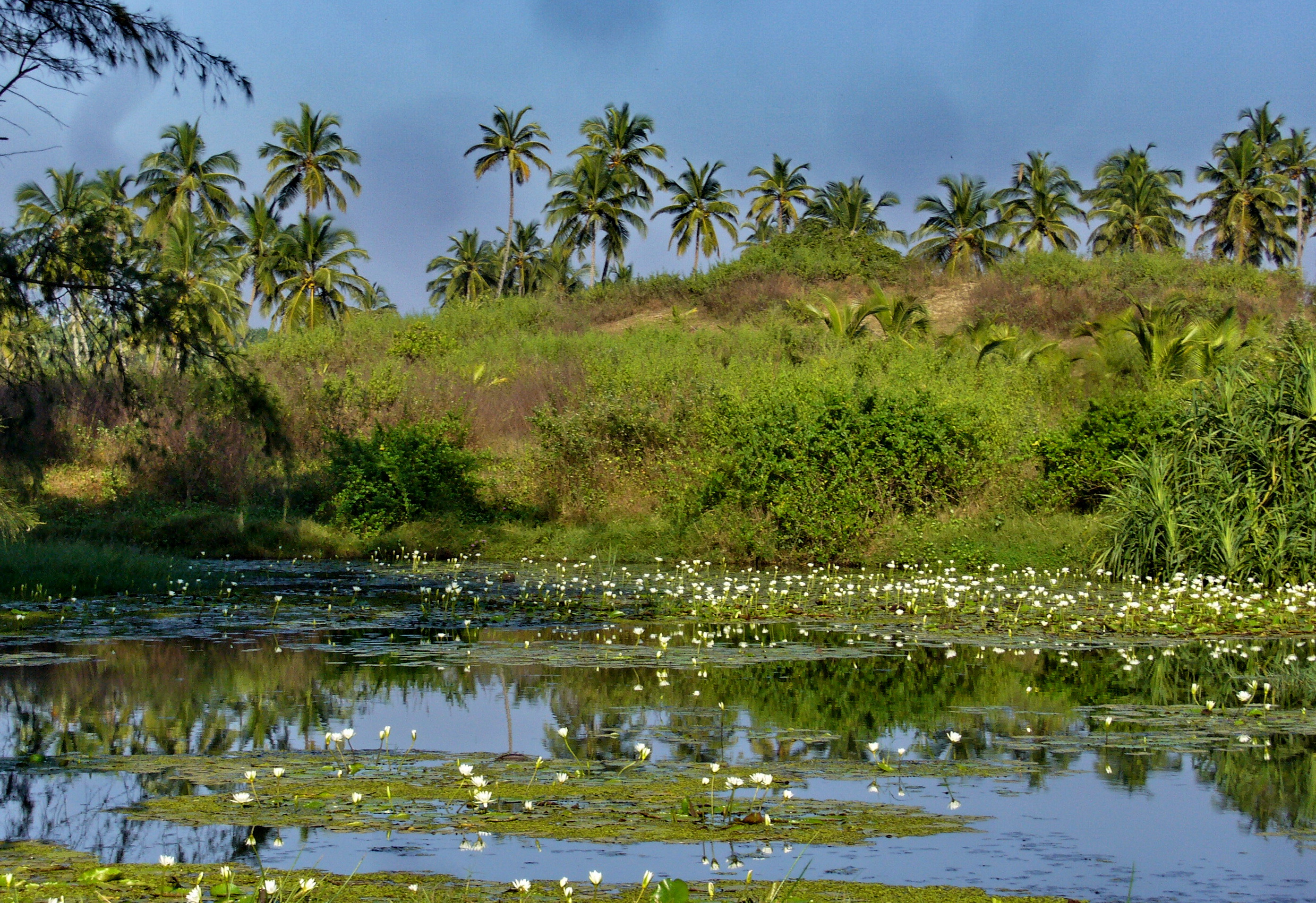
Étang au village de Borim, dans l'arrière-pays goanais, situé en bordure de la vallée du Zouari.
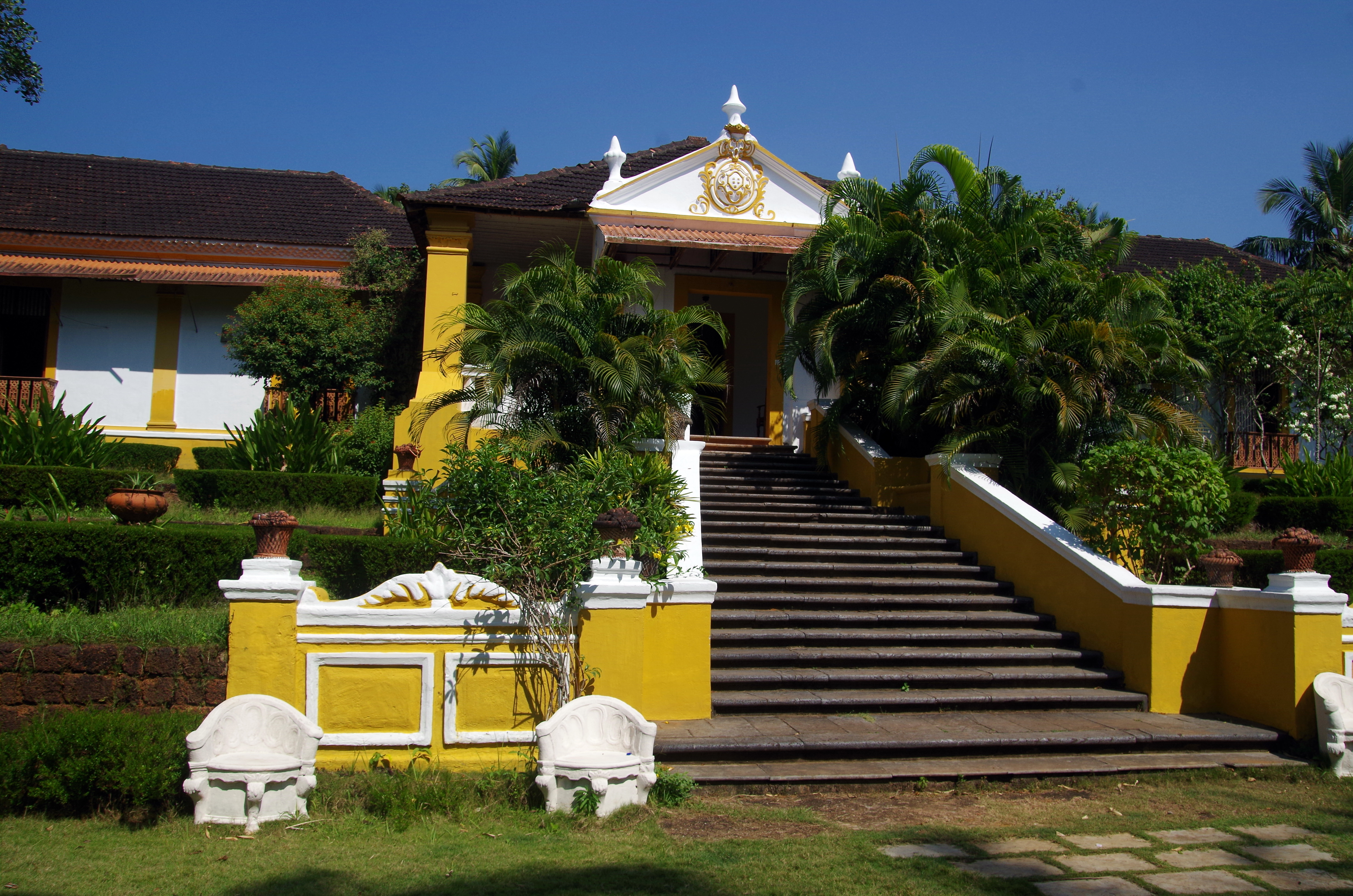
Le Palácio do Deão à Quepem. Un manoir indo-portugais du XVIIIe siècle construit par un noble originaire de Braga.
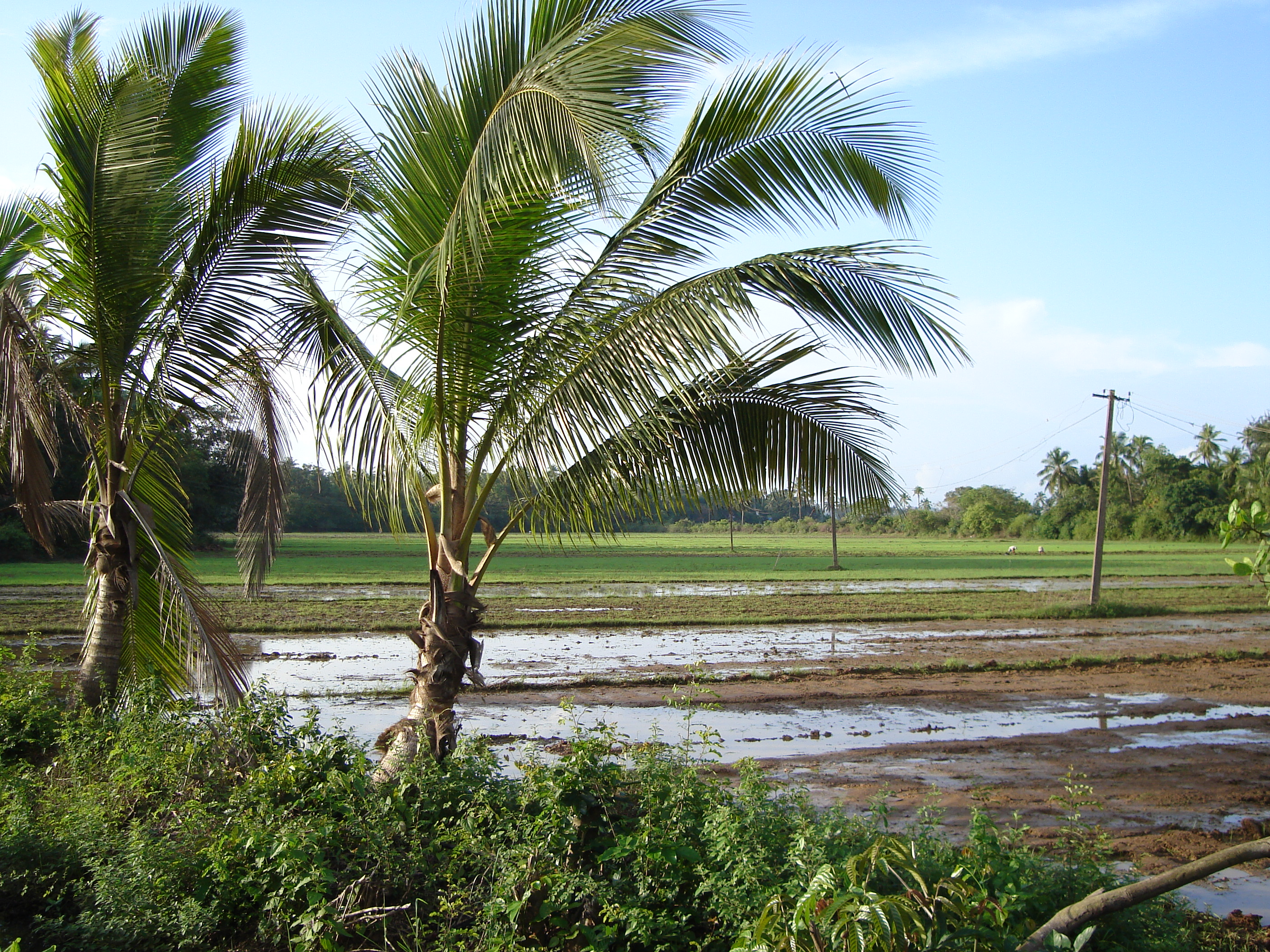
Rizières du village de Saligao, dans la région de Bardez, au nord de Goa. Le riz est la culture principale de l'État.
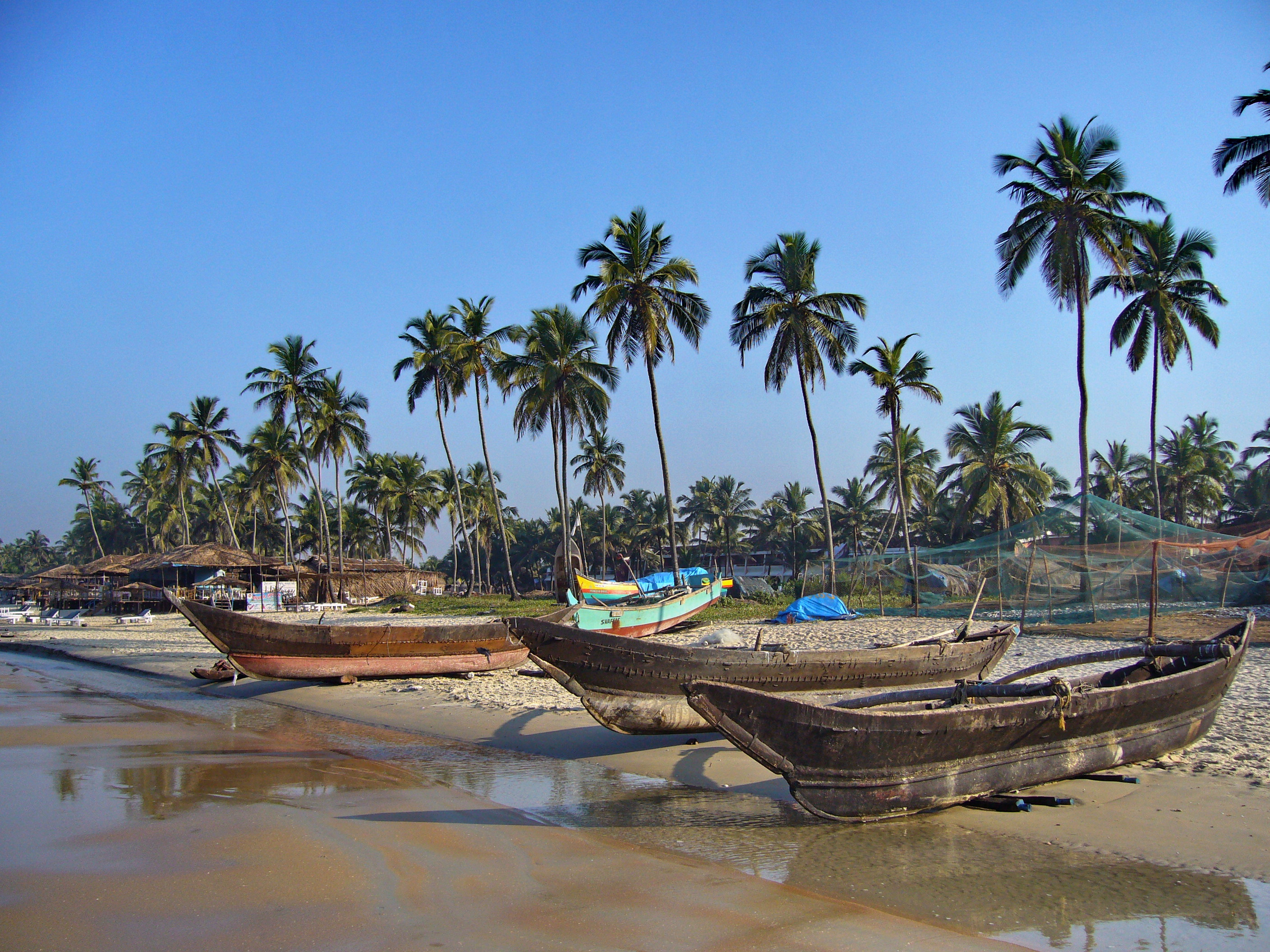
Embarcations de pêcheurs positionnés le long de la plage de Colva, au sud de Goa.
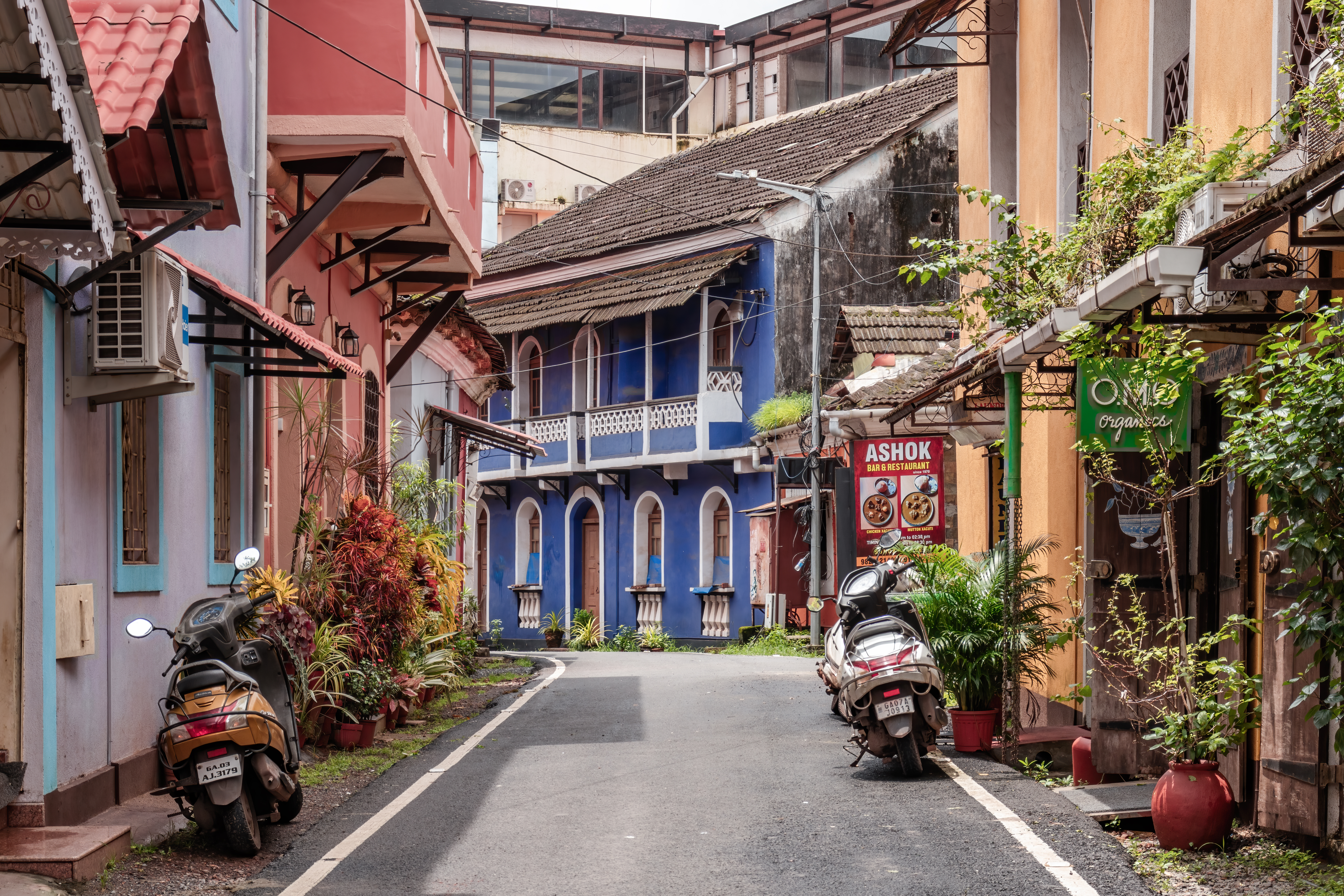
Une rue dans le quartier de Fontainhas à Panjim. Un des quartiers historiques de la ville, daté essentiellement des XIXe et XXe siècles.
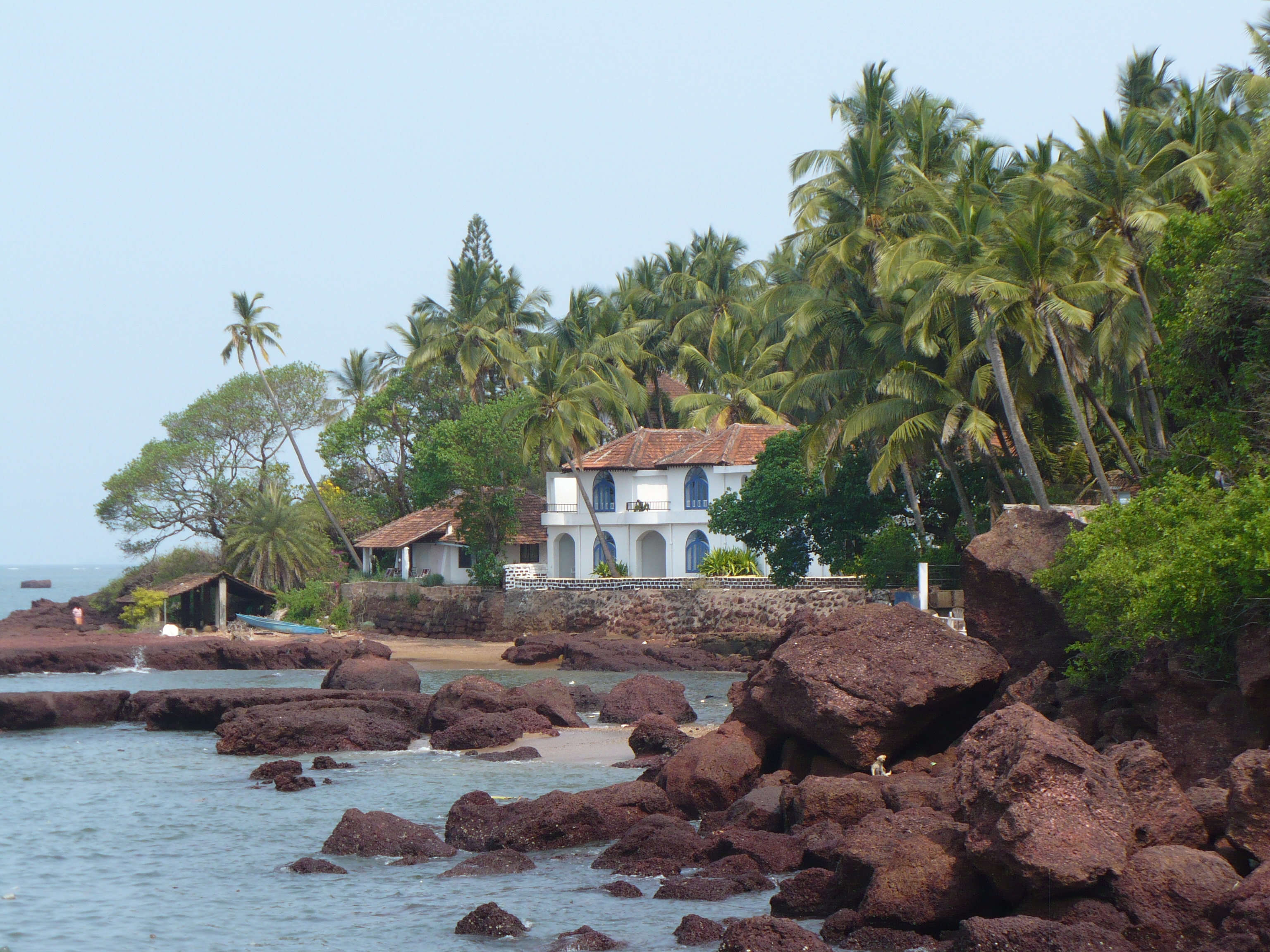
Vue près de la jetée de Dona Paula. Un ancien village à la périphérie de Panjim, transformé en station balnéaire.
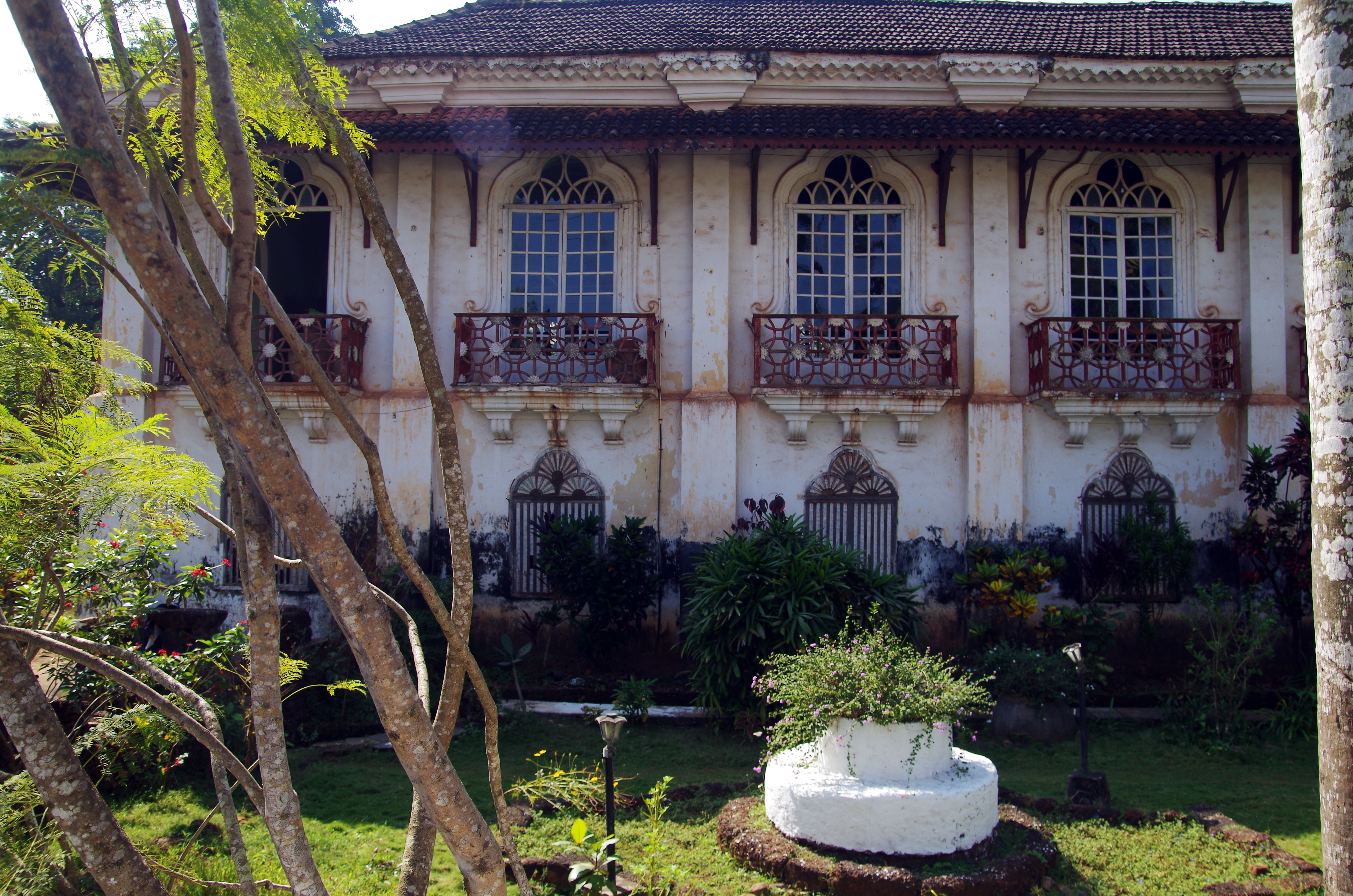
La Maison Braganza à Chandor, un manoir de la noblesse goanaise bâti au XVIIe siècle.